# Saurauia copelandii
Saurauia copelandii är en tvåhjärtbladig växtart som beskrevs av Adolph Daniel Edward Elmer. Saurauia copelandii ingår i släktet Saurauia och familjen Actinidiaceae. Inga underarter finns listade i Catalogue of Life.